# Charles Proby
Charles James Proby MA (23 de janeiro de 1771 - 2 de fevereiro de 1859) foi um cónego de Windsor de 1814 a 1859.

## Carreira
Ele foi educado no St John's College, Cambridge, onde se formou BA em 1792 e MA em 1795.
Ele foi nomeado:
- Vigário de Bishop's Tachbrook, Warwickshire 1803
- Capelão de John Proby, 2º conde de Carysfort quando foi embaixador em Berlim[3]
- Vigário da Igreja de Santa Maria, Twickenham 1818 - 1859

Ele foi nomeado para a quinta bancada da Capela de São Jorge, Castelo de Windsor, em 1814, e ocupou essa posição até morrer em 1859.